# Mięguszowiecka Przełęcz Wyżnia
Mięguszowiecka Przełęcz Wyżnia (niem. Vyšné Mengusovské sedlo, słow. Vyšné Mengusovské sedlo, węg. Chałubiński-csorba, 2323 m) – przełęcz w Tatrach Wysokich znajdująca się pomiędzy dwoma Mięguszowieckimi Szczytami: Wielkim (Veľký Mengusovský štít, 2439 m) i Pośrednim (Prostredný Mengusovský štít, 2389 m).
Jest to wąska i głęboka przełęcz w głównej grani tatrzańskiej na granicy polsko-słowackiej. Na północny wschód, do Bańdziocha, opada z niej głęboki żleb o dwóch korytach i dwóch spiętrzeniach. Górne spiętrzenie, tuż poniżej przełęczy jest bardzo kruche i strome. Spiętrzenie dolne to próg o wysokości około 40 m znajdujący się na wysokości Tarasu Sokołowskiego. Na południowy zachód, do Doliny Hińczowej z przełęczy również opada żleb,
Przełęcz nie była używana jako połączenie leżących poniżej dolin: Rybiego Potoku i Hińczowej (Hincova dolina) – w tym celu wykorzystywano pobliską Mięguszowiecką Przełęcz pod Chłopkiem.
Pierwsze odnotowane wejścia:
- latem – Ignacy Król, Ludwik Pręgowski, 4 sierpnia 1904 r.,
- zimą – Jerzy Mitkiewicz, Ryszard Schramm, 2 kwietnia 1949 r.[4]

## Drogi wspinaczkowe
1. Północno-wschodnim żlebem przez wschodnią ścianę Mięguszowieckiego Szczytu (z Bańdziocha, z ominięciem progu); II, miejsce III w skali tatrzańskiej, 1 godz. 30 min
2. Północno-wschodnim żlebem przez północną ścianę Mięguszowieckiego Szczytu Pośredniego; (z Bańdziocha, z ominięciem progu); II, 1 godz. 30 min
3. Z Doliny Hińczowej, od południowego zachodu; miejsca I, od podstawy ściany 45 min, od szlaku nad Wielkim Hińczowym Stawem 1 godz. 30 min[3].

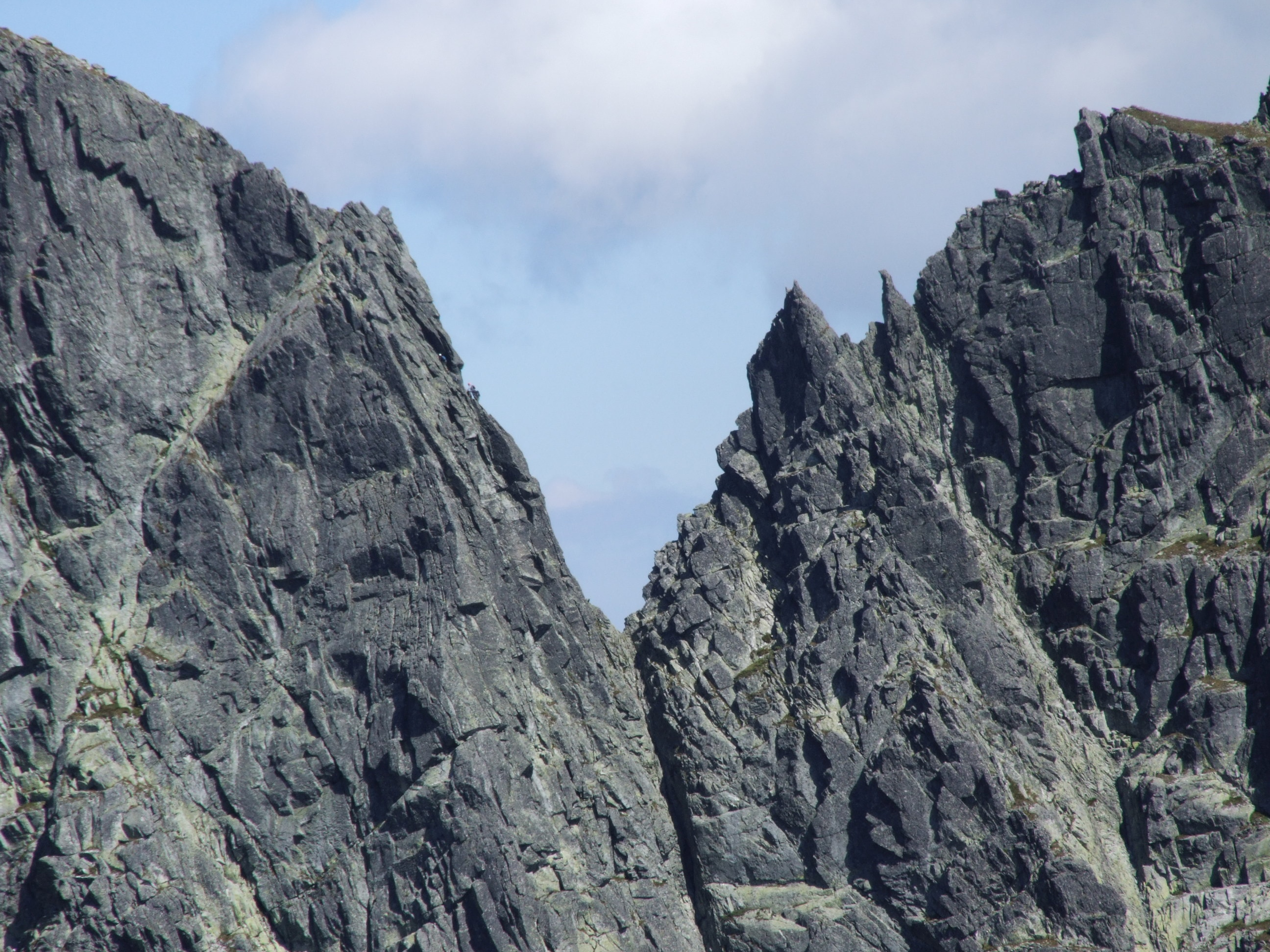
Przełęcz od południa